# Ibèric
|  | Aquest article tracta sobre la llengua dels ibers. Vegeu-ne altres significats a «Ibers». |

L'ibèric o iber és una llengua paleohispànica coneguda per testimonis directes, és a dir, una llengua que es parlava a la península Ibèrica abans que la llengua llatina hi esdevingués la llengua dominant i de la qual se n'han conservat textos. Les inscripcions més antigues es documenten a finals del segle v aC i les més modernes a finals del segle i aC o a principis del segle i dC. Les inscripcions en llengua ibèrica apareixen sobre suports molt variats (monedes de plata i bronze, làmines de plom, ceràmiques àtiques, ceràmiques de vernís negre A i B, ceràmiques pintades, dòlies, àmfores, torteres, esteles i plaques de pedra, mosaics, etc.) i és amb diferència la llengua paleohispànica més documentada per escrit, uns dos milers d'inscripcions que representen el 95% del total.

## Escriptura

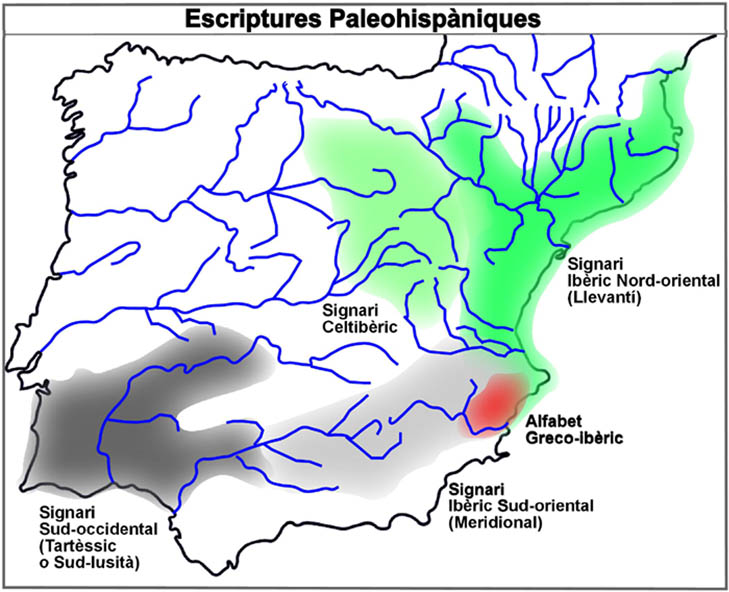
Escriptures paleohispàniques.

La llengua ibèrica està documentada per escrit en tres sistemes d'escriptura: el signari ibèric nord-oriental, el signari ibèric sud-oriental i l'alfabet grecoibèric. Els dos primers presenten la característica distintiva de les escriptures paleohispàniques, atès que ambdós usen alhora signes amb valor sil·làbic, per a les oclusives, i signes amb valor alfabètic, per a la resta de consonants i vocals. Des del punt de vista de la classificació dels sistemes d'escriptura, no són alfabets ni sil·labaris, sinó escriptures mixtes que s'identifiquen normalment com a semisil·labaris. Sobre l'origen de les escriptures paleohispàniques no hi ha consens: per a alguns investigadors, el seu origen està directament i únicament lligat a l'alfabet fenici, mentre que per a d'altres en la seva creació també hi hauria influït l'alfabet grec.
Normalment, la referència genèrica a l'escriptura ibèrica se sol entendre referida al signari ibèric nord-oriental, atès que és amb diferència el més usat (95%) a les inscripcions conegudes. Del signari ibèric nord-oriental se'n coneixen dues variants: la variant dual diferencia els sil·labogrames oclusius dentals i velars sords dels sonors amb un traç afegit, de manera que la forma simple representa la sonora i la forma complexa la sorda, mentre que la variant no dual només presenta les formes simples dels sil·labogrames. El signari ibèric nord-oriental i el sud-oriental estan d'alguna forma emparentats, però no poden ser considerats meres variants d'un mateix signari, atès que encara que el repertori de signes és similar el seu valor no coincideix en absolut en molts casos. Per la seva banda, l'alfabet grecoibèric és una adaptació gairebé directa d'un alfabet grec jònic a les particularitats de la llengua ibèrica.

## Extensió geogràfica

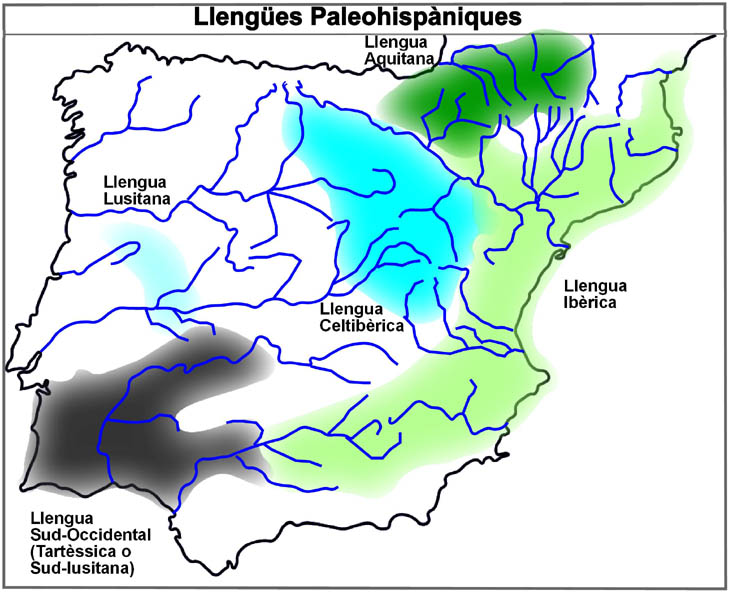
Llengües paleohispàniques

La llengua ibèrica va emprar-se en una ampla franja costanera des del sud del Llenguadoc-Rosselló fins a Alacant, que penetra a l'interior per la vall de l'Ebre, per la vall del Segura i per la vall alta del Guadalquivir, i que correspon, bàsicament, als pobles que les fonts clàssiques (Hecateu de Milet, Ruf Fest Aviè, Heròdot, Estrabó, etc.) identifiquen a la costa oriental de la península Ibèrica com a ibers, almenys des del segle vi aC: elísics, sordons, ceretans, airenosis, andosins, bergistans, ausetans, indigets, castel·lans, lacetans, laietans, cossetans, ilergets, iacetans, suessetans, sedetans, ilercavons, edetans, contestans, oretans, bastetans i turdetans. El concepte de cultura ibèrica no és un patró que es repeteix de manera uniforme en cadascun dels pobles identificats com a ibers, sinó la suma de les cultures individuals que sovint presenten trets similars, però que es diferencien clarament en d'altres i que, a vegades, comparteixen amb pobles no identificats com a ibers.

## Origen
Els texts en llengua ibèrica que usen el signari ibèric nord-oriental i l'alfabet grecoibèric poden llegir-se sense dificultats i amb alguna dificultat els que usen el signari ibèric sud-oriental, però en la seva major part són incomprensibles, atès que la llengua ibèrica és una llengua sense parents prou propers com per ser útils en la traducció de textos. La teoria tradicional que identifica la llengua ibèrica amb la llengua basca (bascoiberisme extrem), ja fa molts anys que no té credibilitat en els cercles especialitzats, tot i que pràcticament tots els especialistes en llengua ibèrica reconeixen certes afinitats entre ambdues llengües, bé directament, o bé mitjançant la llengua aquitana. Per a alguns investigadors, aquestes afinitats són ja suficients com per defensar que són llengües emparentades (bascoiberisme moderat), però d'altres consideren que les afinitats podrien ser degudes a préstecs o a fenòmens d'àrea lingüística que es donen entre llengües no necessàriament emparentades, però que conviuen en un mateix territori durant un llarg període.
Les hipòtesis principals respecte de l'origen de la llengua ibèrica són les següents:
- Africana: aquesta hipòtesi proposa que la cultura ibèrica procedeix del nord d'Àfrica; va estar en voga en la primera meitat del segle xx, però actualment pot considerar-se obsoleta.

- Contestana/Llengua franca (De Hoz 1993): aquesta hipòtesi considera que la diversitat cultural dels ibers també s'hauria de traduir en una diversitat lingüística. Així doncs, proposa que la llengua ibèrica seria només la llengua pròpia dels ibers contestans, o dels seus veïns immediats, que en esdevenir intermediaris privilegiats del comerç grec, la seva llengua hauria esdevingut la llengua franca del comerç. La presència significativa d'antropònims no ibèrics en inscripcions de fora de la zona considerada nuclear seria la prova de la presència en aquestes zones d'altres llengües.

- Pirenaica (Ballester 2001): aquesta hipòtesi considera que l'afinitat entre la llengua ibèrica i la llengua aquitana s'hauria de traduir en una proximitat real del seu lloc d'origen i, per tant, postula l'existència d'un grup lingüístic pirenaic producte de la coexistència mil·lenària dels grups humans de la zona. La llengua ibèrica seria fruit de l'evolució de les parles orientals d'aquest grup, que s'hauria expandit de nord a sud des dels Pirineus orientals.

- Europea/Camps d'urnes (Rodríguez Ramos 2003): aquesta hipòtesi considera que el parentiu entre les llengües ibèrica, basca i aquitana s'hauria de traduir en algun factor comú que en justifiqués l'expansió en pocs segles en un ampli territori. Així doncs, postula que aquesta família de llengües procediria d'una capa demogràficament invasiva, que formaria part de la cultura dels camps d'urnes, l'entrada de la qual se sol situar a partir del segle xii aC pels Pirineus orientals, atès que, a la península Ibèrica, l'àrea de difusió d'aquesta cultura coincideix bàsicament amb el territori de difusió de la llengua ibèrica.

- Catalana (Velaza 2006): aquesta hipòtesi defensa que la llengua Ibèrica tindria l'origen al nord de Catalunya, on es documenten les inscripcions ibèriques més antigues (Ullastret). La seva expansió en direcció nord-sud s'hauria produït mitjançant moviments de població amplis en temps no gaire anteriors als primers documents escrits, potser en el segle vi aC, atès que la llengua ibèrica apareix homogènia en els textos ibèrics i, en cas d'haver-se establert amb major antiguitat (ss. xi/x aC, per exemple), la seva dialectalització hauria de ser evident. La presència d'elements no interpretables, com antropònims ibèrics, entre les inscripcions d'aquesta zona no es considera estadísticament significativa.

## Característiques lingüístiques
L'ibèric és una llengua en gran part desconeguda, amb hipòtesis interpretatives i algunes troballes pel que fa a la seva descripció, però sense arribar a ser un estudi complet sobre l'idioma.
Les vocals serien les mateixes que el castellà i el basc. Hi hauria dos fonemes sibilants i vibrants, d'ús desconegut, i contindria les oclusives /t/, /k/, /b/, /d/, /g/, i és l'absència de /p/ un dels trets distintius respecte a llengües properes. Contindria sons nasals amb variants i al·lòfons, però el seu sistema és controvertit.
És una llengua aglutinant amb preferència pels sufixos, fàcils d'aïllar en els noms propis.

### Substantius
- aŕs / ars: lexema que apareix associat amb alguns topònims, com bilbiliaŕs, raó per la qual s'ha considerat la possibilitat que pogués significar ciutat (de Hoz 1995) o bé castell (Rodríguez Ramos 2001). S'ha relacionat amb el basc ertzi, "recinte tancat" i etxe, casa (Rodríguez Ramos 2001).
- batir: s'ha proposat que designés algun càrrec o títol (de Hoz 1985), ja que apareix de forma repetitiva associat a antropònims en el plom de Palamós.
- baites: podria ser un apel·latiu que identifiqui els antropònims que acompanya, potser testimoni (Rodríguez Ramos, 2002) d'acord amb els paral·lelismes de textos comercials grecs, ja que apareix associat a antropònims en ploms que plausiblement contenen textos comercials.
- eban / teban: es tracta d'un terme gairebé exclusiu de les inscripcions funeràries, associat als antropònims que hi apareixen. Per a alguns investigadors, seria l'equivalent del llatí FILIVS, fill (Bähr, 1947), hipòtesi ampliada per Velaza (1994), per a qui endemés teban significaria filla. Per a d'altres, seria un verb equivalent al llatí COERAVIT, va encarregar-se (Untermann 1986).
- iltiŕ / iltur / iltun: són termes freqüents en topònims, com iltiŕta o ilturo, raó per la qual s'interpreten amb el significat de ciutat (de Hoz, 1983), interpretació que podria tenir el suport de l'origen del nom de Pamplona segons les fonts antigues: POMPAELO, ciutat de Pompeu. També s'han relacionat amb el basc hiri/uri (forma antiga ili) ciutat, comunitat (Caro Baroja, 1946).
- seltar: és un terme exclusiu de les esteles funeràries, raó per la qual se li atribueix habitualment el significat de tomba (Antonio Beltrán, 1950; Tovar, 1954). També s'ha proposat el de monument o estela (Rodríguez Ramos, 2005).
- śalir: terme molt freqüent en monedes de plata, raó per la qual se li atribueix el significat de plata (Gómez-Moreno 1945), valor o moneda (Tovar 1954), potser una unitat de compte similar a denari o dracma (Silgo, 1994). S'ha relacionat amb el basc zilar; plata (Gómez-Moreno 1945) i sari; pagament, import (Michelena, 1979).

A banda dels termes que tenen un significat prou segur a partir de l'anàlisi interna dels textos, una possible font de termes ibèrics serien els préstecs de la llengua ibèrica (no indoeuropeus) al llatí regional (Vidal, 2013); en el cas català, s'han proposat substantius com: nabiu (correspon al basc ahabi), samarra (basc zamar), llastó ‘fenc’ (basc lasto ‘palla’), sarró (basc zorro), sàrria (basc zare), barzer (basc barza), maduixa (basc martuza ‘mòra’), sargantana (basc sagundila), etc.

### Antroponímia
Un dels aspectes més ben coneguts de la llengua ibèrica és l'antroponímia, gràcies en gran part al bronze d'Ascoli, una placa de bronze en llatí que va aparèixer a Roma, en la qual estan inscrits els noms dels trenta cavallers ibers que formaven la Tvrma Sallvitana, una unitat de cavalleria auxiliar de l'exèrcit romà, als qui Gneu Pompeu concedeix la ciutadania romana per mèrits en combat en el setge d'Ascoli (Asculum) el 89 aC, durant la guerra social. Els antropònims ibèrics presenten molt majoritàriament una estructura bimembre en què els elements que els formen es combinen entre si de forma repetitiva: NALBEADEN, SOSINADEN, SOSINASAE, SOSIMILVS, BILVSTIBAS, ILLVRTIBAS, ESTOPELES, ORDVMELES, VMARBELES, VMARILLVN, VMARGIBAS, ADINGIBAS, BALCIADIN, ADIMELS, BENNABELS, etc.

### Numerals
L'any 2005, Eduardo Orduña va publicar un estudi en què interpretava alguns compostos ibèrics com a numerals tant per la seva semblança amb alguns numerals bascos com per les dades contextuals i combinatòries. Aquest estudi ha estat ampliat per Joan Ferrer (2007 i 2009) d'acord amb algunes llegendes presents en monedes que n'indiquen el valor i afegint-hi nous arguments contextuals i combinatoris. La relació de numerals identificats per aquests autors és la següent:
| Ibèric        | Significat ibèric | Protobasc        | Basc actual i significat  |
| ------------- | ----------------- | ---------------- | ------------------------- |
| erder / erdi- | "meitat"          |                  | erdi "meitat"             |
| ban           | "ú / un"          | *badV / *bade?   | bat "un"                  |
| bi / bin      | un numeral        | biga             | bi (antic biga) "dos"     |
| irur          | un numeral        | hirur            | hiru(r) "tres"            |
| laur          | un numeral        | laur             | lau(r) "quatre"           |
| borste / bors | un numeral        | bortz / *bortzV? | bost (antic bortz) "cinc" |
| śei           | un numeral        |                  | sei "sis"                 |
| sisbi         | un numeral?       |                  | zazpi "set"               |
| sorse         | un numeral?       |                  | zortzi "vuit"             |
| abaŕ / baŕ    | un numeral        | *[h]anbar ?      | hamar "deu"               |
| oŕkei         | un numeral        |                  | hogei "vint"              |

Els fonaments d'aquesta teoria s'entenen millor si es comparen alguns dels compostos ibèrics amb numerals complexos en basc (els punts indiquen límits de morfemes):
| Compost ibèric   | Compost basc       | Significat en basc | Anàlisi en basc |
| ---------------- | ------------------ | ------------------ | --------------- |
| abaŕ•ke•bi       | hama•bi            | "dotze"            | "10-2"          |
| abaŕ•ke•borste   | hama•bost          | "quinze"           | "10-5"          |
| abaŕ•śei         | hama•sei           | "setze"            | "10-6"          |
| oŕkei•irur       | hogei•ta•hiru      | "vint-i-tres"      | "20 i 3"        |
| oŕkei•ke•laur    | hogei•ta•lau       | "vint-i-quatre"    | "20 i 4"        |
| oŕkei•abaŕ       | hogei•ta•(ha)mar   | "trenta"           | "20 i 10"       |
| oŕkei•(a)baŕ•ban | hogei•ta•(ha)maika | "trenta-ú"         | "20 i 11"       |

Tot i així, Orduña no reclama que aquesta relació sigui una prova de relació de parentiu entre ibèric i basc, sinó conseqüència d'un préstec de l'ibèric al basc. Al seu torn, Ferrer considera que les semblances tant podrien ser degudes al parentiu com al préstec, però indica que el préstec de tot el sistema de numerals és un fet infreqüent.
Joseba Lakarra (2010) ha rebutjat ambdues hipòtesis: préstec o relació genètica. Els arguments de Lakarra se centren gairebé exclusivament en el camp de la gramàtica històrica basca, però també argumenta, seguint la hipòtesi de De Hoz (1993), que el préstec ja resultava inversemblant a causa de l'extensió limitada i remota del territori al sud-est de la península, on segons aquesta hipòtesi l'ibèric es parlava com a primera llengua.
Javier de Hoz (2011, pp. 196-198) considera plausibles els arguments interns contextuals i combinatoris que permetrien considerar numerals les formes ibèriques proposades. De fet, pel que fa als valors concrets, considera vàlida l'equivalència d'ibèric ban amb ‘ú' i d'erder amb ‘meitat', d'acord amb les indicacions lèxiques de valor de les monedes, mentre que la resta d'equivalències proposades no passarien d'hipòtesi de treball. Respecte de l'equivalència entre els possibles numerals ibèrics i els numerals bascos, està d'acord amb Lakarra (2010) que les formes documentades en ibèric no encaixen amb les formes reconstruïdes pel protobasc. Finalment, considera que la major dificultat per a acceptar aquesta hipòtesi és paradoxalment la seva extensió i caràcter sistemàtic, atès que, en cas de ser correcta, comportaria un parentiu proper entre ibèric i basc, circumstància que hauria de permetre identificar altres subsistemes tan clars com aquest, subsistemes que cap investigador amb arguments lingüístics raonables ha estat capaç d'identificar.
Eduardo Orduña (2011) insisteix que els elements ibèrics proposats com numerals no sols són similars als numerals bascos, sinó que també es combinen com a numerals i apareixen en contextos en què són esperables numerals, arguments que Lakarra (2010) no rebat [tampoc de Hoz (2011)]. Quant a la hipòtesi de l'ibèric com a llengua vehicular de Javier de Hoz, Orduña remarca el seu caràcter hipotètic, tot i que Lakarra la presenta com un fet establert. Els problemes d'aquesta hipòtesi han estat recollits per Ferrer (2013) en un treball posterior. Respecte de les dificultats fonètiques indicades per Lakarra, Orduña argumenta que les seves propostes són compatibles amb el protobasc de Michelena, que és al que per cronologia i per seguretat s'ha d'atenir un iberista, mentre que la hipòtesi de reconstrucció interna de Lakarra té una cronologia imprecisa i un grau de seguretat molt menor. Finalment, en contra de la seva primera opinió favorable al préstec, conclou que la hipòtesi més econòmica per a explicar les coincidències entre el sistema de numerals ibèric i el sistema de numerals basc és la del parentiu genètic.
Francisco Villar (2014, 259) constata que les coincidències entre els numerals ibèrics i els numerals bascos són del mateix ordre que les documentades entre els numerals de les llengües indoeuropees i, conseqüentment, defensa que l'única hipòtesi sostenible en aquest moment és la del parentiu genètic entre ibèric i basc. Villar considera també que si la reconstrucció del protobasc proposada per Lakarra (2010) resulta incompatible amb l'evidència derivada dels numerals, cal corregir la reconstrucció, que com tota reconstrucció és hipotètica i perfectible.

## Texts d'exemple
- Plom d'Orlell V (La Vall d'Uixó, Plana Baixa), signari nord-oriental:

iŕe : bototaś : bitebakiŕśbane : baŕenm´liki : antinm´litutuŕane : aŕikaŕ : sekeniusu : atilebeiu : lauŕiskeŕkate : banm´liŕbaituŕane : kaisanm´liŕbaituŕa : neitailiniŕe : kutur : biteŕoketetine : eŕatiaŕe : kokor : tauebartiate : aŕikaŕbinm´likise : iunstirlaku : bototaśeai : selkeaibartuneai : unibeikeai : aneŕai : unibeikeai : iunstirlaku : uskeike : bototiki : keietisiatense : uśtalarilune : banm´iŕeśu[-]lu : bitiŕokebetense : uskeaneŕlati 
- Plom de La Serreta I, cara A (Alcoi, Alacant), alfabet grecoibèric:

iŕike : orti : gaŕokan : dadula : baśk : buiśtiner : bagaŕok : SSSX< : tuŕlbailuŕa : leguśegik : baseŕokeiunbaida : uŕke : basbidiŕbartin : iŕike : baseŕokar : tebind : belagaśikauŕ : isbinai : asgandis : tagisgaŕok : binikebin : śalir : kidei : gaibigait 